# Croton eskuchei
Espèce
Classification APG III (2009)
Croton eskuchei est une espèce de plantes à fleurs du genre Croton et de la famille des Euphorbiaceae, présente au Paraguay et au nord est de l'Argentine.